# Dusty Baker
Johnnie B. «Dusty» Baker Jr. (Riverside, California; 13 de junio del 1949) es un exjugador y mánager de las Grandes Ligas de Béisbol.

## Primeros años
Creció en Riverside, California, como el mayor de cinco hijos. Se ganó el apodo de Dusty de su madre por su costumbre a jugar en un lugar sucio del patio trasero. Su padre trabajaba como técnico de chapa de la Fuerza Aérea en la base aérea de Norton. En 1963, cuando tenía 14 años, la familia Baker se trasladó a la zona de Sacramento, cerca de la Base de la Fuerza Aérea McClellan.

## Trayectoria
Fue seleccionado por los Bravos de Atlanta en la 26ª ronda del draft amateur de junio de 1967.
Debutó en las Grandes Ligas con Atlanta Braves el 7 de septiembre de 1968. No se convirtió en un jugador regular hasta 1972, cuando terminó tercero en las Mayores con un promedio de bateo de .321 en 127 partidos jugados.
Traspasado por los Braves a los Angeles Dodgers el 17 de noviembre de 1975, Baker fue elegido MVP de la Serie del Campeonato de la Liga Nacional en 1977, en la victoria de su equipo sobre los Philadelphia Phillies. Jugó ocho temporadas con los Dodgers. Los representó en los Juegos de las Estrellas de 1981 y 1982. Recibió dos Bates de Plata en 1980 y 1981, y sus habilidades defensivas en el campo izquierdo fueron recompensadas con un Guante de Oro en 1981.
Formó parte del equipo de los Angeles Dodgers que ganó las Series Mundial de 1981 frente a los Yankees de Nueva York.
Se incorporó a los San Francisco Giants en 1985 durante una temporada, antes de poner fin a su carrera como jugador en 1987, tras dos años en los Oakland Athletics.
Participó en 2.039 partidos de las Grandes Ligas durante 19 temporadas, de 1968 a 1986. Consiguió 1.981 hits, incluyendo 320 dobles y 242 jonrones. Logró 1.013 carreras producidas y 964 carreras anotadas. El promedio de bateo de su carrera es de 0,278 con un promedio de bases de 0,347.

## Controversias
En 2003, hizo unos comentarios controvertidos al afirmar que los afroamericanos y los hispanos se adaptan mejor al juego en condiciones de calor que los blancos.

Es más fácil para los latinos y la mayoría de las minorías porque la mayoría de nosotros venimos de donde hace calor. No hay muchos hermanos en New Hampshire, Maine o la Península Superior de Míchigan... Nos trajeron aquí desde donde hace calor, ¿verdad? ¿No es eso historia?
Dusty Baker

Estos comentarios eran racistas y habrían sido mucho menos aceptados si los hubiera hecho una persona blanca. Baker mantiene su opinión y afirma su derecho, como afroamericano, a decir esas cosas sobre personas cuyo color de piel es el mismo que el suyo.